# Лейкосиалин
Лейкосиалин (сиалофорин, CD43) — трансмембранный гликопротеин, который у человека кодируется геном SPN. Лейкосиалин является одним из основных поверхностных гликопротеинов Т-лимфоцитов и тимоцитов, моноцитов, гранулоцитов и определённых субпопуляций В-лимфоцитов и некоторых других типов клеток. Этот гликопротеин играет роль в активации Т-лимфоцитов при адаптивном иммунном ответе, клеточной адгезии, дифференцировке и апоптозе.

## Структура гена и белка
Ген SPN содержит всего один интрон, при этом область гена, кодирующая белок, целиком находится в пределах одного экзона. Ген кодирует белок длиной 400 аминокислотных остатков, который подвергается интенсивному O-гликозилированию после завершения его синтеза на рибосоме. Также человеческий лейкосиалин содержит один сайт N-гликозилирования. Известно, что существует две гликоформы данного гликопротеина, при этом на долю углеводной части лейкосиалина приходится 62—66 % массы молекулы.
Лейкосиалин содержит небольшой глобулярный цитоплазматический домен, который позволяет ему взаимодействовать с внутриклеточными белками. Внеклеточная часть гликопротеина имеет линейный размер около 45 нм и взаимодействует с лектинами и другими лигандами.

## Функции
Лейкосиалин синтезируется в Т-лимфоцитах на всех стадиях их развития и выполняет несколько функций в этих клетках. Он является ко-рецептором E-селектина и, таким образом, принимает участие в проникновении Т-лимфоцитов в очаг воспаления. Лейкосиалин оказывает влияние на передачу сигнала от Т-клеточного рецептора, однако пока до сих пор не установлено как именно.